# Grupo Modelo
A Grupo Modelo Mexikó legnagyobb sörgyártója. A 2013 óta a belga Anheuser-Busch InBev tulajdonában álló vállalat állítja elő többek között az ország legismertebb és legnagyobb mennyiségben exportált sörét, a Coronát is, de ezen kívül még 14 terméke van, a nyolc exportált típus pedig a világ 180 országába jut el. Emellett Mexikóba ez a cég importálja többek között a Budweisert és a Stella Artois-t, valamint egy, a Nestlével kötött megállapodás alapján néhány ásványvizet is.

## Története
Egy sörgyár létrehozásának ötlete már 1922-ben felvetődött az alapítókban, de csak három évvel később, 1925-ben nyitották meg a főzdét Mexikóvárosban. Ez a gyár ekkor kétféle terméket állított elő: a Coronát és a Modelo nevű barna sört. 1928-ban ebből a két fajtából már 8 millió üveggel adtak el, majd 1930-ban megjelent a Modelo új változata, a Negra. 1933-ban megkezdődött az export is az Amerikai Egyesült Államokba, igaz, még csak szórványosan. 1935-ben megvásárolták a tolucai sörgyárat, amely a régi Victoria és Pilsner márkájú söröket gyártotta. 1943-ban jelent meg közismert reklámmondatuk: „És húszmillió mexikói nem tévedhet.” 1954-ben tovább terjeszkedtek: megvették a guadalajarai La Estrella és a mazatláni Pacífico gyárat is, majd 1960-ban a Ciudad Obregón-i üzemet. A Modelo Especial márka, amely a vállalat első fémdobozos söre volt, 1966-ban jelent meg a piacon, egy évvel később pedig felavatták új gyárukat Torreónban. 1979-ben hozták létre Calpulapanban a Cebadas y Maltas („Árpák és maláták”) nevű céget, és ugyanebben az évben építették fel San Juan Bautista Tuxtepec-i, Trópico nevű üzemüket is, amely azonban csak 1984-ben kezdte meg a termelést: a León és a Montejo márkákat kezdték gyártani itt. 1981-ben alapították meg az Inamexet Texcocóban, 1985-ben pedig megindult az export Japánba, Ausztráliába, Új-Zélandra és néhány európai országba, sőt, 1990-ben a Corona már Hongkongba, Szingapúrba, Görögországba, Hollandiába, Németországba és Belgiumba is eljutott. 1997-ben nyitották meg a világ akkori legnagyobb sörgyárát Zacatecasban. 2013-ban egy külföldi cég, a belga Anheuser-Busch InBev vásárolta fel a Grupo Modelót, 2015-ben pedig megkezdték nyolcadik gyáruk építését is a yucatáni Hunucmában.

## Gyárai
A Grupo Modelo 2017 elején nyolc gyárral rendelkezett:
| Település                  | Állam     | Felavatás dátuma   |
| -------------------------- | --------- | ------------------ |
| Torreón                    | Coahuila  | 1967. április 23.  |
| Mexikóváros                |           | 1925. október 25.  |
| Guadalajara                | Jalisco   | 1964. december 13. |
| San Juan Bautista Tuxtepec | Oaxaca    | 1984. október 29.  |
| Mazatlán                   | Sinaloa   | 1900. március 14.  |
| Ciudad Obregón             | Sonora    | 1961. június 29.   |
| Zacatecas                  | Zacatecas | 1997. április 7.   |
| Hunucmá                    | Yucatán   | 2017. május 8.     |

## Termékei
A Grupo Modelo 10-féle márka 16 típusát állítja elő:
- Corona (Extra, Light)
- Modelo (Negra, Especial, Ambar, Light)
- Pacífico (Clara, Light)
- Montejo
- León
- Victoria
- Estrella
- Barrilito
- Tropical
- Ideal (As de Oros, Azabache)

## A sport támogatása
A Grupo Modelo sok pénzzel támogatja a mexikói sportot. Különböző márkái különböző sportágak főszponzoraiként jelennek meg: a Pacífico a mazatláni maratonfutó-verseny támogatója, a Stella Artois a mexikói nyílt teniszbajnokságé, a Bud Light az UFC küzdősport-bajnokságé, a Victoria a mexikói stílusú pankráció, a lucha libre versenyeié, a Corona pedig a Formula–1 mexikói nagydíjáé és az ország legnépszerűbb sportágáé, a labdarúgásé: egyrészt hivatalos névadója a mexikói labdarúgókupának, másrészt tucatnyi első osztályú klub támogatója, kiemelten a Santos Lagunáé, amelynek címerében is megjelenik a sört jelképező korona, és amelynek stadionját is Estadio Territorio Santos Modelo Coronának hívják.